# دانيال ماير
دانيال ماير (بالألمانية: Daniel Mayr) مواليد 28 يوليو 1995 في باد هونيف، ألمانيا، هو لاعب كرة سلة ألماني. بدأ مسيرته الاحترافية في سنة 2014. يلعب مع سكايلاينرز فرانكفورت في الدوري الألماني لكرة السلة كلاعب وسط. يحمل الرقم 16. لعب مع بايرن ميونخ لكرة السلة وسكايلاينرز فرانكفورت.

## إحصائيات المسيرة

### الدوري الأوروبي
| السنة   | الفريق                 | لعب | بدأ | دقيقة | ميداني% | ثلاثية | حرة  | ارتداد | صنع | استلاب | تصدي | نقطة | أداء |
| ------- | ---------------------- | --- | --- | ----- | ------- | ------ | ---- | ------ | --- | ------ | ---- | ---- | ---- |
| 2015–16 | بايرن ميونخ لكرة السلة | 0   | 1   | 15.5  | .500    | .000   | .250 | 2.0    | .0  | .0     | .0   | 1.0  | .0   |
| المسيرة | المسيرة                | 0   | 1   | 15.5  | .500    | .000   | .000 | 2.0    | .0  | .0     | .0   | 1.0  | .0   |

## روابط خارجية
- دانيال ماير على موقع الاتحاد الدولي لكرة السلة (الإنجليزية)
- دانيال ماير على موقع الدوري الأوروبي لكرة السلة (الإنجليزية)
- دانيال ماير على موقع كرة السلة الأوروبية.كوم (الإنجليزية)
- دانيال ماير على موقع DraftExpress.com (الإنجليزية)
- دانيال ماير على موقع ريلجم (الإنجليزية)
- دانيال ماير على موقع بروبوليرز (الإنجليزية)